# 0. ožujka
0. ožujka je izmišljeni datum, koji predstavlja dan prije prvog dana ožujka, odnosno posljednji dan veljače. Ovakva uporaba koristi se najčešće u astronomiji i informatici.
U Microsoft Excel se koristi 0. ožujka kao varijabla za izračun različitih broja dana u mjesecima i dana u prijestupnim godinama.